# 見つめていたい (flow-warの曲)
「見つめていたい」（み - ）は、flow-warの3枚目のシングル。

## 内容
事実上のラストシングル及びアルバム『ID』先行シングルとなった本作は、テレビ東京『最遊記RELOAD GUNLOCK』エンディング・テーマ。

## 批評
CDジャーナルは「ギターに杉元一生が加わったことで、バンドとしてのサウンドが及崎森平のヴォーカルとバランスがよくなった」と評した。

## 収録曲
1. 見つめていたい
作詞：及崎森平　作曲：満園庄太郎　編曲：豊田稔
2. Gold Finger
作詞：及崎森平　作曲：満園庄太郎　編曲：大島こうすけ
3. 三日月が笑っている
作詞：及崎森平　作曲：満園庄太郎　編曲：大島こうすけ
4. 見つめていたい（inst.）

## 参加ミュージシャン
- 大島こうすけ - キーボード
- Ruca - ボイス